# Ellenz-Poltersdorf
Ellenz-Poltersdorf est une municipalité allemande située dans le land de Rhénanie-Palatinat et l'arrondissement de Cochem-Zell, associant deux villages sur la rive gauche (ouest) de la Moselle.

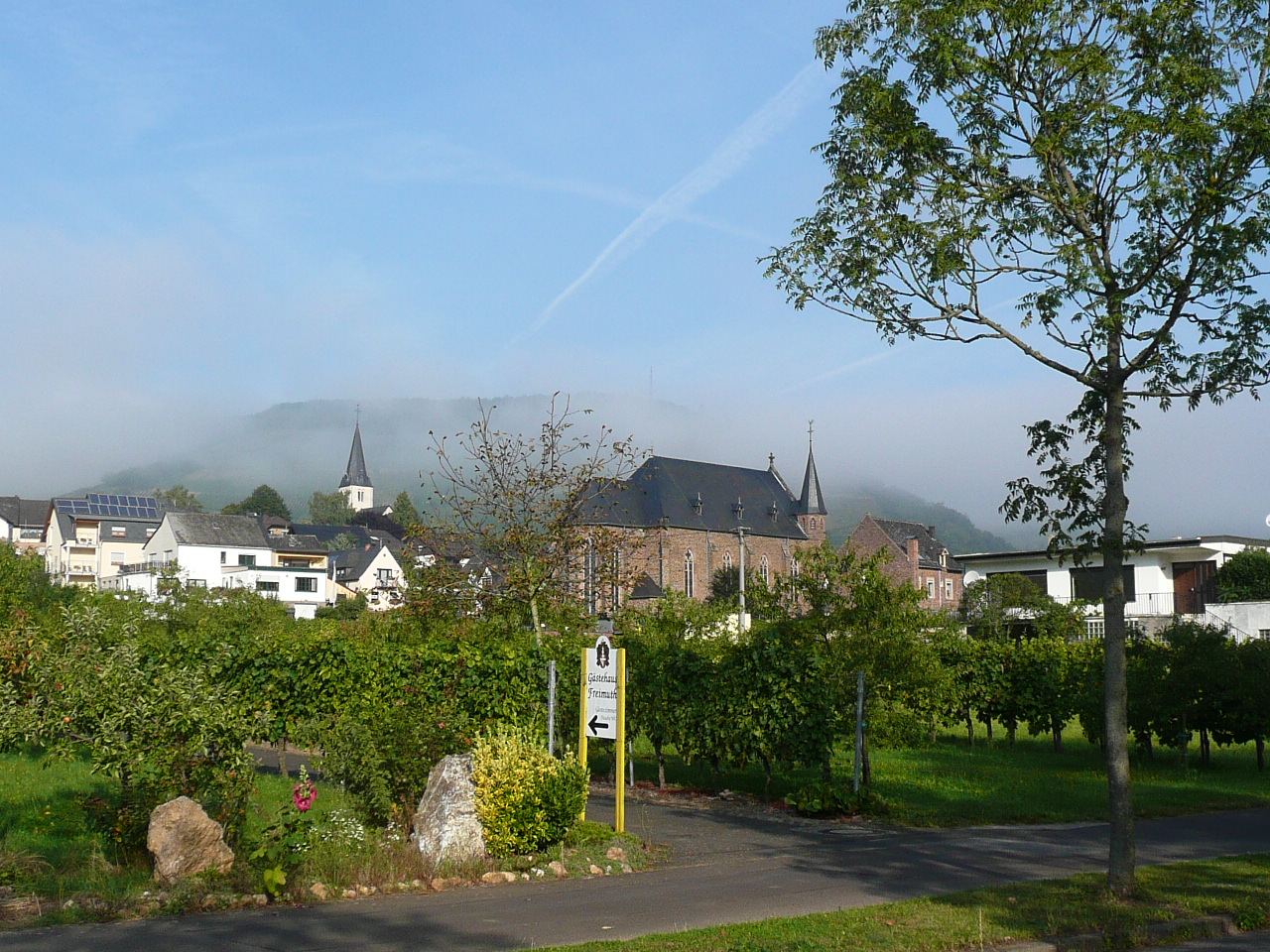
Le village de ELLENZ dans la brume de septembre, cachant le Lage Altarberg. Église néogothique.